# ジェイ・バウムガードナー
ジェイ・バウムガードナー (Jay Baumgardner) は、アメリカの音楽プロデューサー、エンジニアでミキサー。これまでにアグリー・キッド・ジョーやメレット、パパ・ローチ、エンドウェル、コール・チェンバー、ゴッズマック、スリー・ディズ・グレイス、ニュー・ファウンド・グローリー、スパインシャンク、エイリアン・アント・ファームなどのバンドを手がけてきた。日本のポップスでは，久保こーじがプロデュースする楽曲のミックスを手がけ，小室哲哉がプロデュースする楽曲ではレコーディングエンジニアを担当している。

## 参加作品
|        | アルバムタイトル                                 | バンド                         | レコードレーベル             | 担当                                   |
| ------ | ------------------------------------------------ | ------------------------------ | ---------------------------- | -------------------------------------- |
| 1989年 | ハロウィン5 ブギーマン逆襲                       | オリジナル・サウンドトラック   | アトランティック             | プロデューサー                         |
| 1991年 | アズ・アグリー・アズ・ゼイ・ワナ・ビー           | アグリー・キッド・ジョー       | マーキュリー                 | アシスタント・エンジニア               |
| 1992年 | アメリカズ・リースト・ウォンテッド               | アグリー・キッド・ジョー       | マーキュリー                 | リミキシング                           |
| 1992年 | レギュレイターズ                                 | レギュレイターズ               | ポリドール/ポリグラム        | プロデューサー                         |
| 1997年 | バットマン&ロビン Mr.フリーズの逆襲              | オリジナル・サウンドトラック   | ワーナー・ブラザース         | ミキシング                             |
| 1997年 | タランティズム                                   | ティト&タランチュラ            | コックローチ                 | アシスタント・エンジニア               |
| 1997年 | コール・チェンバー                               | コール・チェンバー             | ロードランナー               | プロデューサー、ミキシング             |
| 1998年 | キャンディアス                                   | Orgy                           | リプリーズ                   | ミキシング                             |
| 1998年 | ストリクトリー・ディーゼル                       | スパインシャンク               | ロードランナー               | プロデューサー、エンジニア、ミキシング |
| 1999年 | チェンバー・ミュージック                         | コール・チェンバー             | ロードランナー               | キーボード、ミキシング                 |
| 1999年 | ショウオフ                                       | ショウオフ                     | マーヴェリック               | ミキシング                             |
| 2000年 | インフェスト                                     | パパ・ローチ                   | ドリームワークス             | プロデューサー、ミキシング             |
| 2000年 | ヴェイパー・トランスミッション                   | Orgy                           | リプリーズ                   | ミキシング                             |
| 2000年 | アウェイク                                       | ゴッズマック                   | リパブリック/ユニバーサル    | ミキシング                             |
| 2001年 | アンソロジー                                     | エイリアン・アント・ファーム   | ドリームワークス             | プロデューサー                         |
| 2001年 | パーフェクト・セルフ                             | ステレオマッド                 | ラウド                       | ミキシング                             |
| 2001年 | スィナー                                         | ドラウニング・プール           | ワインド-アップ              | プロデューサー、ミキシング             |
| 2001年 | フーバスタンク                                   | フーバスタンク                 | アイランド                   | ミキシング                             |
| 2001年 | クラウン・ロイヤル                               | Run-D.M.C.                     | アリスタ                     | エンジニア                             |
| 2002年 | コメンスメント                                   | デッジー                       | ドリームワークス             | プロデューサー、ミキシング             |
| 2002年 | 12 ストーンズ                                    | 12 ストーンズ                  | ワインド-アップ              | プロデューサー、ミキシング             |
| 2002年 | スティックス・アンド・ストーンズ                 | ニュー・ファウンド・グローリー | ドライブスルー・レコード/MCA | ミキシング                             |
| 2002年 | ディスクレイマー                                 | シーザー                       | ワインド-アップ              | プロデューサー、ミキシング             |
| 2003年 | フォールン                                       | エヴァネッセンス               | ワインド-アップ              | ミキシング                             |
| 2003年 | ダイ・トライング                                 | ダイ・トライング               | アイランド                   | ミキシング                             |
| 2003年 | スリー・ディズ・グレイス                         | スリー・ディズ・グレイス       | ジャイヴ                     | ミキシング                             |
| 2003年 | コンフェッション                                 | イル・ニーニョ                 | ロードランナー               | ミキシング                             |
| 2003年 | シーズンズ                                       | セヴンダスト                   | TVT                          | ミキシング                             |
| 2003年 | セルフ-ディストラクティブ・パターン              | スパインシャンク               | ロードランナー               | ミキシング                             |
| 2004年 | パンク・スタティック・パラノイア                 | Orgy                           | D1ミュージック               | ミキシング                             |
| 2004年 | サイズ・マターズ                                 | ヘルメット                     | インタースコープ             | プロデューサー、ミキシング             |
| 2005年 | ディストート・ユアセルフ                         | インスティテュート             | インタースコープ             | ミキシング                             |
| 2006年 | MONSTER                                          | B'z                            | VERMILLION RECORDS           | ミキシング                             |
| 2006年 | アップ・イン・ザ・アティク                       | エイリアン・アント・ファーム   | ユニバーサル・ミュージック   | プロデューサー、ミキシング             |
| 2007年 | ザ・キックス・オブ・パッション                   | パワースペース                 | フュエルド・バイ・ラーメン   | ミキシング                             |
| 2008年 | エニグマ                                         | イル・ニーニョ                 | ロードランナー               | ミキシング                             |
| 2008年 | リデンプション                                   | ウォールズ・オブ・ジェリコ     | トラストキル                 | ミキシング                             |
| 2008年 | ウェン・エンジェルス・アンド・サーペンツ・ダンス | P.O.D.                         | コロムビア                   | プロデューサー、ミキシング             |
| 2009年 | デス・イズ・マイ・オンリー・フレンド             | デス・バイ・ステレオ           | 不明                         | プロデューサー                         |
| 2009年 | メタモフォーシズ                                 | パパ・ローチ                   | インタースコープ             | プロデューサー                         |